# CIVIVA
Der Schweizerische Zivildienstverband CIVIVA ist eine schweizerische Organisation, welche sich für den Erhalt und den Ausbau des Zivildienstes in der Schweiz einsetzt.

## Geschichte und Organisation
Der Verband wurde 2010 in Bern von zivildienstfreundlichen und friedenspolitischen Organisationen als nationaler Dachverband für den Zivildienst gegründet. Im Jahr 2013 schlossen sich weitere Organisationen CIVIVA an: die Beratungsstelle zivildienst.ch und die Gemeinschaft Schweizer Zivildienstleistender (GSZ). CIVIVA ist unabhängig von den Behörden und finanziert sich durch Mitgliederbeiträge und Spenden. Zu den Mitgliedern gehören sowohl Einzelpersonen als auch Zivildienst-Einsatzbetriebe und Organisationen. Der Verband selbst ist Mitglied im Europäischen Büro für Kriegsdienstverweigerung.
CIVIVA unterhält eine professionelle Geschäftsstelle. Geleitet wird der Verband von einem ehrenamtlichen Vorstand, dem seit 2022 Priska Seiler Graf (Nationalrätin SP/ZH) und Fabien Fivaz (Nationalrat Grüne/NE) im Co-Präsidium vorstehen.
Heiner Studer (alt-Nationalrat EVP aus dem Aargau) hatte das Präsidium des Verbandes seit seiner Gründung 2010 bis 2018 inne.

## Ausrichtung
Der Schweizerische Zivildienstverband möchte sich in Politik und Öffentlichkeit für die Anliegen der Zivildienstleistenden und der Zivildienst-Einsatzbetriebe engagieren. Der Verband verfolgt folgende Ziele:
- Politische Anerkennung: der Verband setzt sich für eine verstärkte politische und gesellschaftliche Wertschätzung für das Engagement der Zivildienstleistenden ein.
- Zulassung und Vollzug: Aus einem Gewissenskonflikt dürfen gemäss Position von CIVIVA keine Nachteile resultieren. Der Verband möchte weder eine Gewissensprüfung noch einen Tatbeweis.
- Flexible Einsatzbedingungen: der Verband setzt sich dafür ein, dass der Zivildienst in Teilzeit geleistet werden kann.
- Öffnung oder alternativer Dienst: Auch nicht dienstpflichtige Personen sollen nach Ansicht von CIVIVA in Zukunft freiwillig und ohne Umwege zum Zivildienst zugelassen werden. Sei dies nicht möglich, bedürfe es einer alternativen Lösung.

## Aktivitäten
Folgende Aktivitäten stehen im Fokus der Verbandsarbeit: 
- Politik und Interessenvertretung: CIVIVA verfolgt das politische Geschehen rund um den Zivildienst. Der Verband unterhält regelmässigen Kontakt mit Politikerinnen und Politikern aus verschiedenen Parteien und setzt sich für den Erhalt und Ausbau des Zivildienstes ein.
- Vollzugsstelle: CIVIVA unterhält einen Austausch mit der Vollzugsstelle für den Zivildienst (ZIVI), um Entwicklungen zu diskutieren.
- Le Monde Civil: Die zweisprachige Verbandszeitschrift erscheint viermal jährlich in zwei Sprachen und berichtet über Aktualitäten, Einsatzmöglichkeiten und Hintergründe aus dem Zivildienst.
- Medien: CIVIVA bezieht in den Medien aktiv Stellung zu politischen Entscheidungen über die Entwicklung des Zivildienstes.
- Prix CIVIVA: Seit 2011 verleiht der Schweizerische Zivildienstverband den Prix CIVIVA für ausserordentliches Engagement für den Zivildienst.[6]
- Beratungen: Ein freiwillig tätiges Team von Beratern engagiert sich bei CIVIVA. Sie unterstützen bei Fragen rund um den Zivildienst oder allgemein zur Wehrpflicht.

Der Verband hatte für 2020 ein Referendum über die geplanten Revision des Zivildienstgesetzes angekündigt, die den Zugang zum Zivildienst erschweren sollen. Dieses Referendum wurde hinfällig, weil der neu gewählte Nationalrat die Gesetzesrevision in der Schlussabstimmung ablehnte.